# Porta automàtica

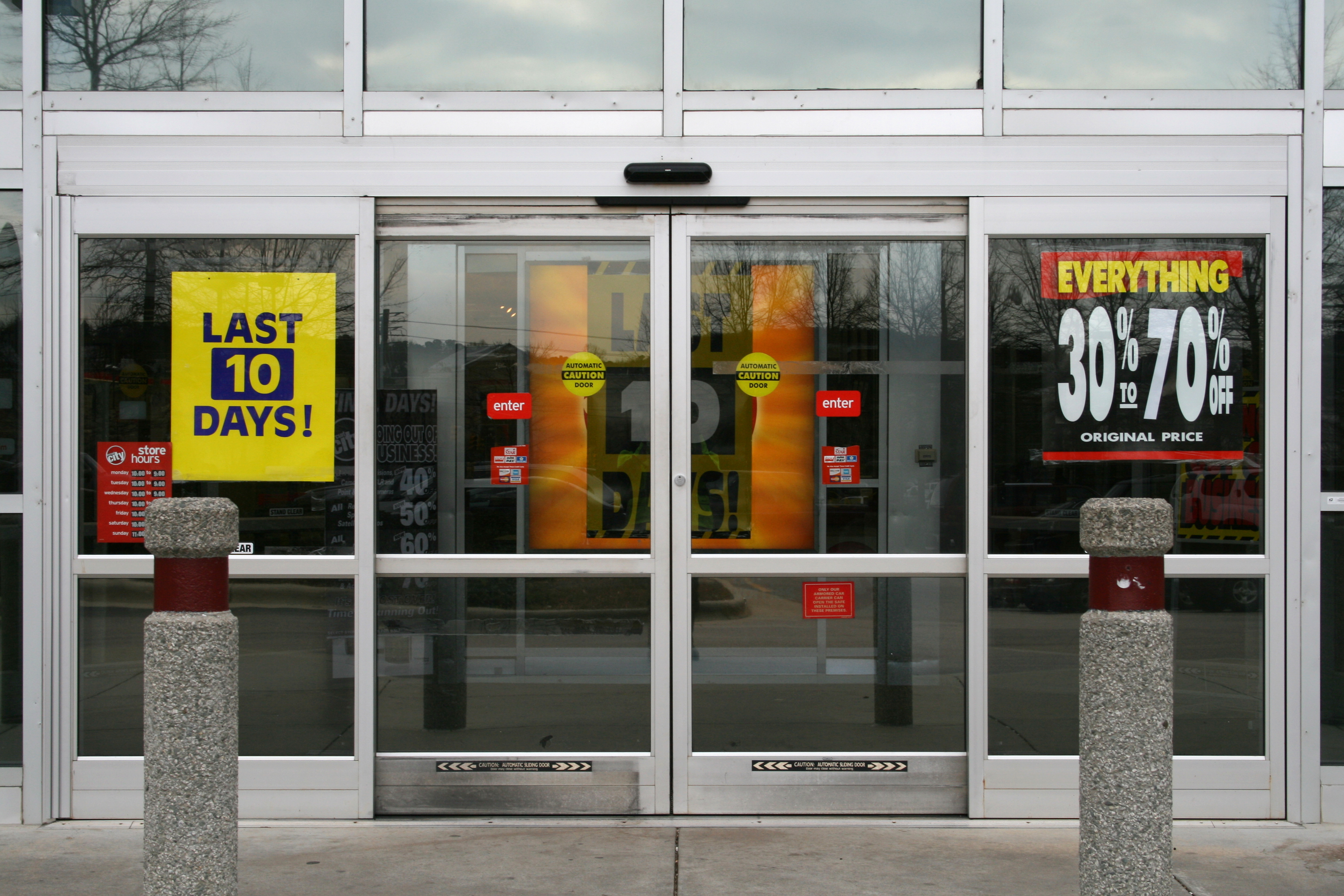
Porta automàtica a Raleigh, Carolina del Nord.

Una porta automàtica és una porta que s'obre i tanca automàticament. Cal una instal·lació per dur a terme l'obertura i tancament de la porta, que s'activa mitjançant qualsevol tipus d'energia en lloc de la força humana, per exemple un motor electric (entre d'altres).

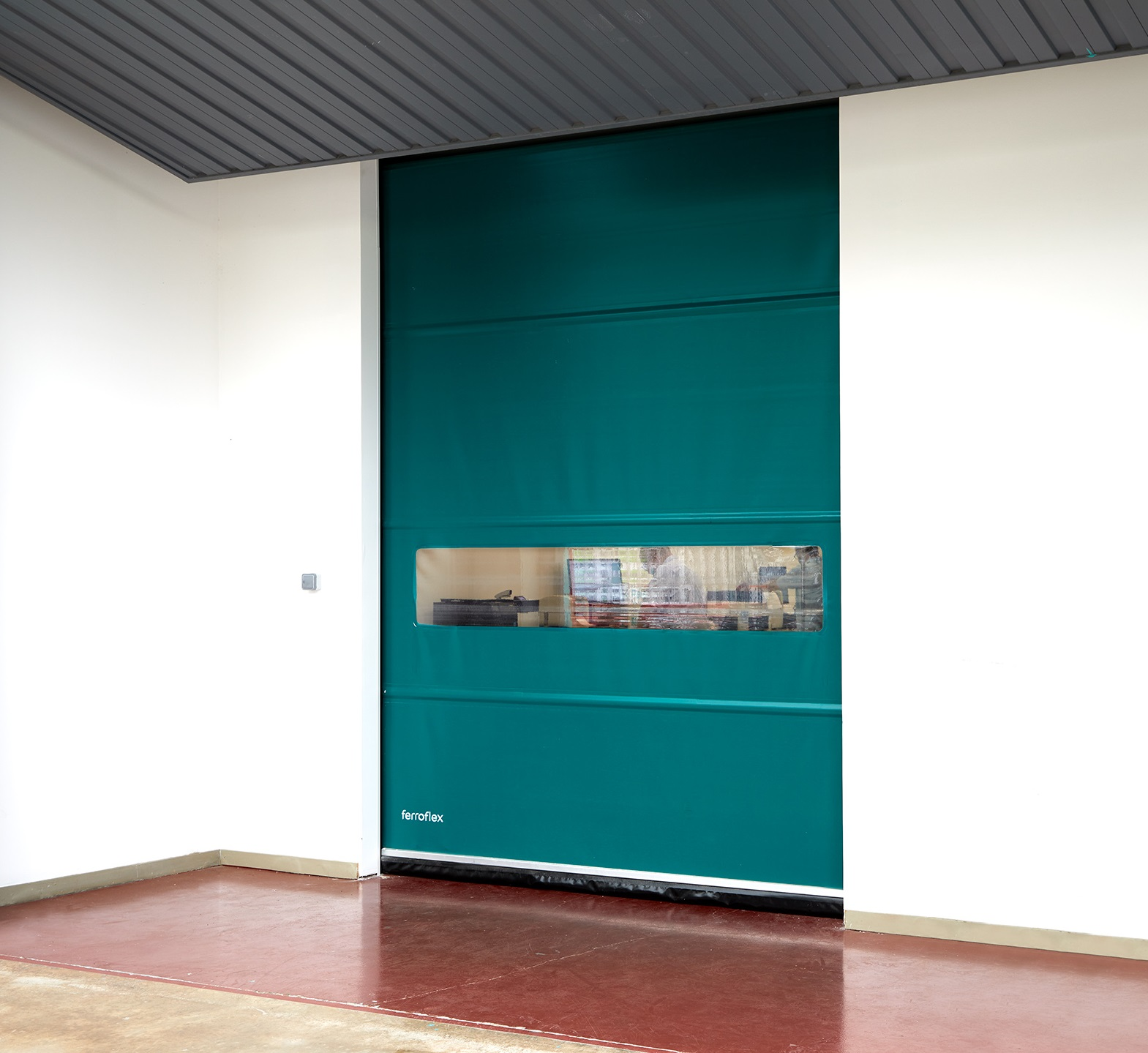
Porta automàtica industrial

## Història
Al segle I d. C., el matemàtic grec Heró de Alexandria va inventar la primera porta automàtica de la que ens ha arribat notícia. Descriu dues aplicacions diferents per a les portes automàtiques. La primera emprava la calor d'un foc encès pel sacerdot del temple de la ciutat. El foc feia bullir l'aigua dins un recipient de bronze, i al cap d'un parell d'hores, la pressió dins del recipient augmentava per sobre de la pressió atmosfèrica fent que es bombés aigua dins d'uns recipients adjacents. Aquests recipients laterals actuaven com a contrapesos, que a través d'una sèrie de cordes i politges feien obrir les portes del temple, en el moment que les persones arribaven per a la pregària. La segona es la que va utilitzar el propi Heró, en una aplicació similar, per obrir les portes de la ciutat.
El 1931,els enginyers Horaci H. Raymond i Sheldon S. Roby del fabricant d'eines i maquinari, Stanley Works, va dissenyar el primer model d'un el dispositiu òptic que provoca l'obertura d'una porta automàtica. L'invent va ser patentat i es va instal·lar al "Wilcox Pier Restaurant" a West Haven, Connecticut, com ajuda per als cambrers quan portaven plats de menjar o begudes amb les dues mans ocupades. Tot el sistema incloent la instal·lació va costar uns 100USD de l'època.
El 1954, Dee Horton i Lew Hewitt van inventar la primera porta automàtica corredissa. Aquesta porta automàtica utilitzava un "mat actuator" (un interruptor sota una estora, activat pel pes d'una persona). El 1960, van fundar conjuntament l'empresa Horton Automatics Inc i van col·locar la primera porta corredissa automàtica comercial del mercat de consum.

## En la cultura popular
- En les històries d'H. G. Wells de 1899 "When the Sleeper Wakes" (Quan el dorment desperta) hi surt una porta automàtica que llisca cap amunt (cap al sostre).
- "Pocket doors" (Portes butxaca) automàtiques són un tema comú dins l'univers de ficció de la sèrie Star Trek.